# Sidi Mogdoul
Sidi Mogdoul, o Sidi Mogdul (fl. XI secolo), è stato un wali marocchino, patrono berbero della città di Essaouira, dove è stato sepolto, nelle vicinanze del faro di Sidi Mogdoul.
Dal XVI secolo, con il dominio portoghese, la città fu chiamata anche Mogador o Mogadore, ispirandosi al nome del patrono.